# تلبانیس
تلبانیس دهستانی در استان آبیلای اسپانیا است.
در این دهستان ۱۲۷ نفر زندگی می‌کنند. مساحت این دهستان ۵۲٫۰۶ کیلومتر مربع است.

## نگارخانه

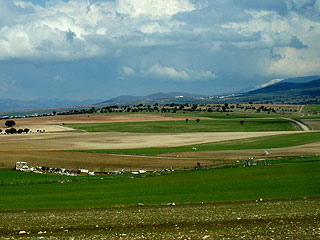
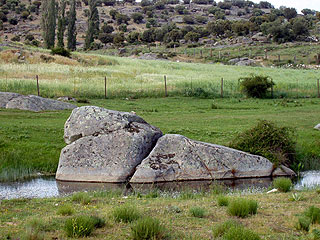
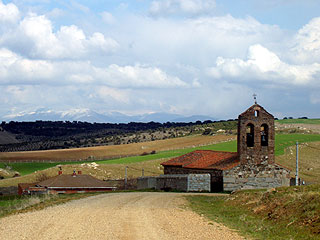
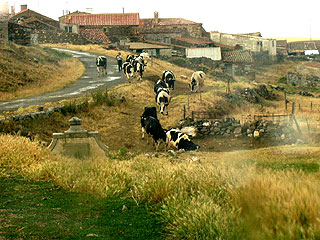
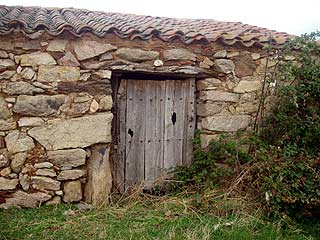
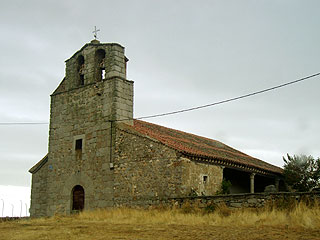
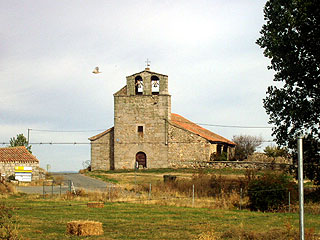
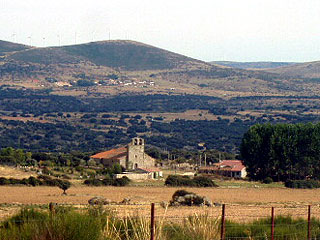